# Medalha do Mérito Farroupilha
A Medalha do Mérito Farroupilha é a distinção máxima da Assembleia Legislativa do estado brasileiro do Rio Grande do Sul, sediada no Palácio Farroupilha, em Porto Alegre. É uma medalha destinada a pessoas que contribuíram para o desenvolvimento econômico, social e cultural do estado. A condecoração foi criada em 1995.
A medalha consiste em uma faixa com as três cores da bandeira do Rio Grande do Sul (amarelo, vermelho e verde) e uma estrela de oito pontas.